# Osiedle Nad Jeziorem Długim

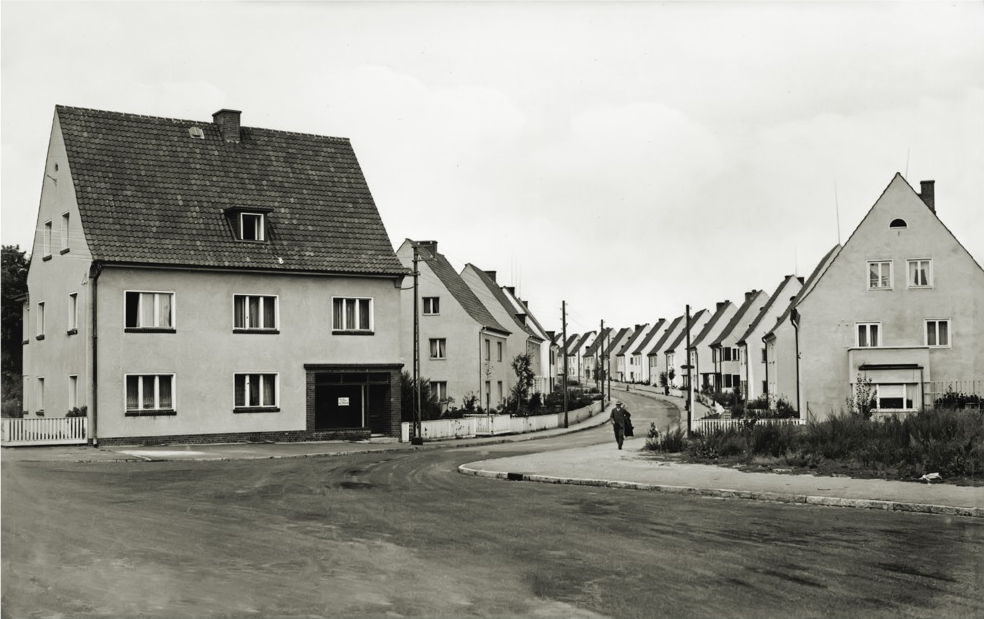
Widok na Al. Przyjaciół, dawnej Horst Wessel Strasse. Zdjęcie wykonane w latach 30. XX wieku.

Osiedle Nad Jeziorem Długim – osiedle (jednostka pomocnicza gminy), będące częścią oficjalnego podziału administracyjnego Olsztyna, położone nad Jeziorem Długim. Na jego terenie znajduje się także Jezioro Czarne.

## Historia osiedla
Osiedle Nad Jeziorem Długim powstało ok. 1940 r. Było wzorcowym osiedlem miejscowych władz III Rzeszy.

## Granice osiedla
- od północy: granica przebiega w kierunku północno-wschodnim polną drogą do ulicy Leśnej, przecina ją, a następnie do rzeki Łyny i graniczy ze wschodnią stroną osiedla Redykajny.
- od wschodu: granica przebiega w kierunku południowym wzdłuż rzeki Łyny i graniczy z zachodnią stroną osiedla Wojska Polskiego.
- od południa: granica przebiega w kierunku zachodnim od rzeki Łyny ul. Bohaterów Bitwy Warszawskiej 1920, a następnie wzdłuż torów kolejowych i graniczy z północną stroną Osiedla Grunwaldzkie.
- od zachodu: granica przebiega wzdłuż linii kolejowej Olsztyn-Morąg na wysokości ul. Wędkarskiej 8 załamuje się w kierunku północnym i biegnie naturalnymi granicami przez tereny rolne i leśne do drogi gruntowej (biegnącej od ul. Narcyzowa w kierunku ul. Leśnej) i graniczy z północną stroną osiedla Dajtki oraz wschodnią stroną osiedla Likusy.

## Komunikacja miejska
Przez teren osiedla przebiegają trasy 4 linii dziennych oraz jednej nocnej: 101, 106, 111, 127 oraz N02.

## Edukacja
- Zespół Szkół Ekonomicznych im. Mikołaja Kopernika
- Zespół Szkół Elektronicznych i Telekomunikacyjnych
- Uniwersyteckie XII Liceum Ogólnokształcące im. Marii i Georga Dietrichów
- Szkoła Podstawowa nr 7 im. Leona Kruczkowskiego
- Przedszkole Miejskie Nr 2
- Prywatne Przedszkole nad Jeziorem Długim
- Wyższa Szkoła Informatyki i Zarządzania
- LELUKI - Przedszkole Niepubliczne

## Wykaz ulic
- Artyleryjska
- Bałtycka od nr 7 do nr 37A strona nieparzysta oraz od nr 2 do nr 8 strona parzysta
- Biała
- Błękitna
- Bohaterów Monte Cassino
- Bohaterów Bitwy Warszawskiej 1920 (część po zachodniej Łyny)
- Bursztynowa
- Czarna
- 15 Dywizji (tylko po zachodniej stronie mostu nad Łyną)
- Fiołkowa (tylko południowo-wschodnia część)
- Hiacyntowa (tylko południowa część)
- Jacka Kuronia
- Jeziorna nr 1, 1 A, 3, 5
- Koralowa
- Leśna
- Marka Kotańskiego
- Morska
- Narcyzowa (tylko wschodnia część)
- Aleja Przyjaciół
- Aleja Róż
- Aleja Roberta Szumana
- Różowa
- Rybaki
- Zielona
- Żółta